# سی‌ام‌ای سی‌جی‌ام
سی‌ام‌ای سی‌جی‌ام (به انگلیسی: CMA CGM) نام یک شرکت کشتیرانی و حمل‌ونقل بارگنج فرانسوی است که توسط ژاک سعاده مدیریت می‌شود.این شرکت سومین شرکت بارگنجی بزرگ جهان است که دارای ۱۷۰ مسیر حمل‌ونقل در ۴۰۰ بندرگاه بین ۱۵۰ کشور مختلف می‌باشد.مرکز فرماندهی این شرکت در مارسی و مرکز فرماندهی آمریکای شمالی در نورفک، ویرجینیا قرار دارد.سی‌ام‌ای سی‌جی‌ام سرواژه عبارت شرکت حمل‌ونقل بار دریایی و شرکت عمومی دریایی می‌باشد.

## تاریخچه
گروه سی‌ام‌ای سی‌جی‌ام که در سال ۱۹۷۸ در مارسی توسط ژاک سعدی تأسیس شد نشان داد که شرکت‌های خانوادگی از لحاظ اجتماعی و اقتصادی کارآمد هستند.

### ۱۹۷۸
در سال ۱۹۷۸، سی‌ام‌ای یک خط حمل و نقل بین بیروت، لاتاکیا، مارسی و لیورنو داشت. یک کشتی و چهار کارمند در کنار ژاک سعدی کار می‌کردند.

### ۱۹۹۶
در سال ۱۹۹۶ فرانسه تصمیم به خصوصی سازی کمپین عمومی دریایی (به اختصار سی‌جی‌ام) کرده و ژاک سعدی در سال ۱۹۹۹ این دو شرکت را با هم ادغام می‌کند.

### ۲۰۰۰
با وارد شدن سی‌ام‌ای سی‌جی‌ام به ۱۰ شرکت برتر توانست عنوان شرکت سال را دریافت کند. ژاک سعدی در سال ۲۰۰۷ به عنوان شخصیت سال انتخاب شد.

## ناوگان
ناوگان سی‌ام‌ای سی‌جی‌ام در سال ۲۰۱۷ :
- شناور : ۴۸۹ دستگاه
- طرفیت : ۲٬۲۴۴٬۵۰۹ بارگنج بیست‌پایی

این ناوگان دارای ۱۷۰ مسیر حمل‌ونقل در ۴۰۰ بندر بین ۱۵۰ کشور مختلف می‌باشد.در دنیا ۵۲۱ بندر تجاری وجود دارد.

برخی از کشتی‌های ناوگان :
- سی‌ام‌ای سی‌جی‌ام مارکوپولو (۱۶٬۰۲۰ بارگنج بیست‌پایی)
- سی‌ام‌ای سی‌جی‌ام ژول ورن (۱۶٬۰۲۰ بارگنج بیست‌پایی)
- سی‌ام‌ای سی‌جی‌ام‌الکساندر فون هومبولت (۱۶٬۰۲۰ بارگنج بیست‌پایی)
- سی‌ام‌ای سی‌جی‌ام کرگولن (۱۸٬۰۰۰ بارگنج بیست‌پایی)
- سی‌ام‌ای سی‌جی‌ام واسکو د گاما (۱۸٬۰۰۰ بارگنج بیست‌پایی)
- سی‌ام‌ای سی‌جی‌ام بوگاینویل (۱۸٬۰۰۰ بارگنج بیست‌پایی)
- سی‌ام‌ای سی‌جی‌ام گئورگ فورستر (۱۸٬۰۰۰ بارگنج بیست‌پایی)
- سی‌ام‌ای سی‌جی‌ام ژنگ وی (۱۸٬۰۰۰ بارگنج بیست‌پایی)
- سی‌ام‌ای سی‌جی‌ام بنجامین فرانکلین (۱۸٬۰۰۰ بارگنج بیست‌پایی)